# Mandriva

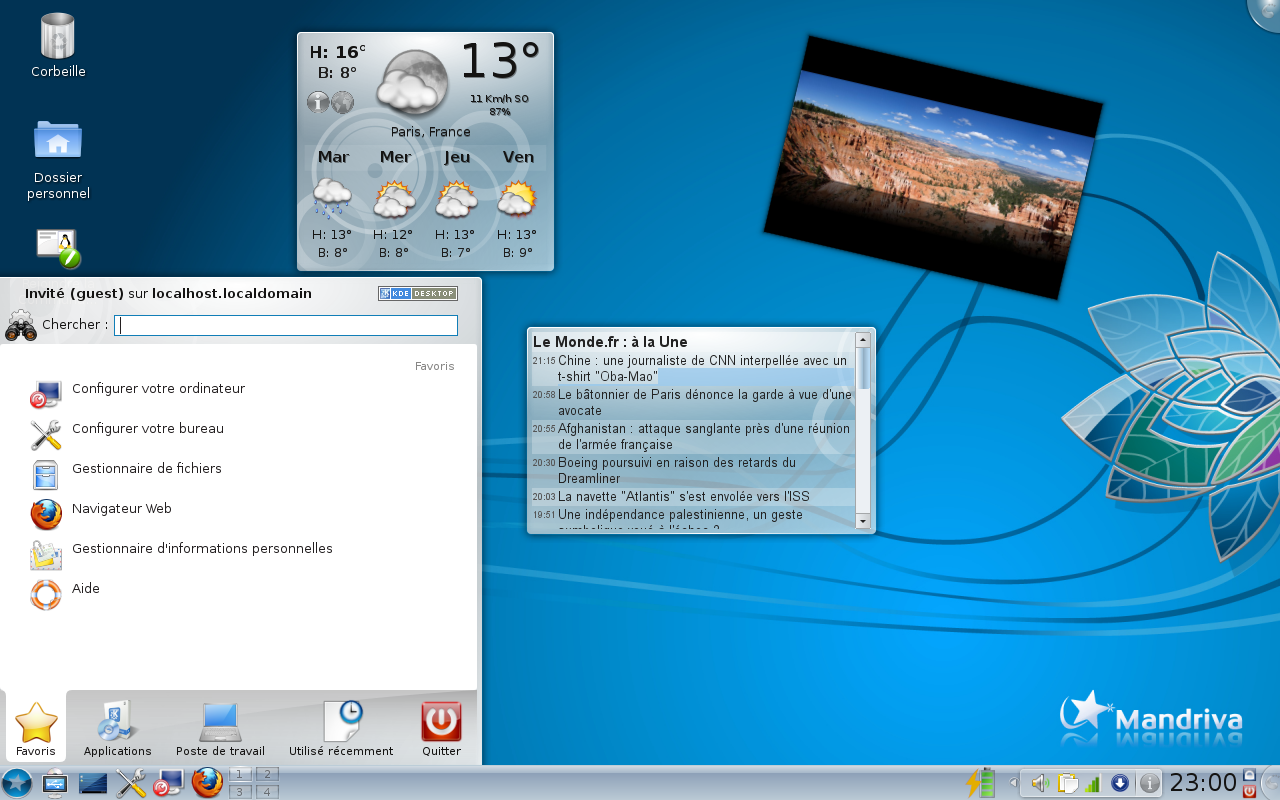
Screenshot van Mandriva.

Mandriva is een Frans softwarebedrijf dat in 1998 onder de naam Mandrakesoft is opgericht. Na een fusie in 2005 met het Braziliaanse Connectiva kreeg het bedrijf de huidige naam. Het belangrijkste product van Mandriva is Mandriva Linux. 

## Faillissementsbescherming
Tussen 27 januari 2003 en 30 maart 2004 werkte Mandrakesoft onder faillissementsbescherming. Ondanks pogingen om verliezen te beperken en winsten te verhogen, was Mandrakesoft gedwongen om bescherming aan te vragen vanwege opeenvolgende verliesgevende kwartalen, veroorzaakt door slecht management tijdens de dotcom-zeepbel. De déclaration de cessation de paiement (een soort uitstel van betaling) beschermde het bedrijf tegen haar schuldeisers. Sinds enige tijd maakt Mandriva weer winst.

## Overname Conectiva
Op 24 januari 2005 kondigde Mandrakesoft aan dat het de Braziliaanse distributeur Conectiva ging overnemen voor het bedrag van 1,79 miljoen euro (2,3 miljoen U.S. dollar op dat moment). Op 7 april 2005 maakte Mandrakesoft de beslissing bekend dat het bedrijf werd omgedoopt naar Mandriva en de distributienaam naar Mandriva Linux.
De wijziging is voortgekomen uit zowel de overname van Conectiva als de langlopende rechtszaak van de Hearst Corporation betreffende een stripfiguur met de naam Mandrake the Magician.

## Overname Lycoris
Op 15 juni 2005 maakte Mandriva bekend dat het onderdelen van de Amerikaanse Lycoris-Linuxdistributie heeft aangekocht, en de hoofdontwikkelaar Joseph Cheek in dienst heeft genomen.
Mandriva-aandelen worden verhandeld op de Euronext Marché Libre exchange (ISIN code MLMAN) en op de US OTC markt (Stock-symbool MDKFF).